# Neal S. Blaisdell Center
Neal S. Blaisdell Center — общественный культурный центр расположенный неподалёку от центральной части города Гонолулу (Гавайи). На территории комплекса расположена многоцелевая спортивная арена, выставочный- и конференц залы, художественная галерея, концертная площадка Waikiki Shell, а также другие объекты.
Комплекс был воздвигнут в 1964 году на территории исторического поместья Уорд (Ward Estate) и первоначально назывался Honolulu International Center, в дальнейшем он был переименован в честь мэра Гонолулу Нила С. Блейсделла, который руководил его строительством. Комплекс контролируется городским департаментом обслуживания предприятий, который также курирует Waikiki Shell. В 1994 году он был реконструирован и расширен. По состоянию на 2019 год городское руководство стремится переквалифицировать объекты комплекса под более гибкие цели общественности Гонолулу.

## Объекты комплекса

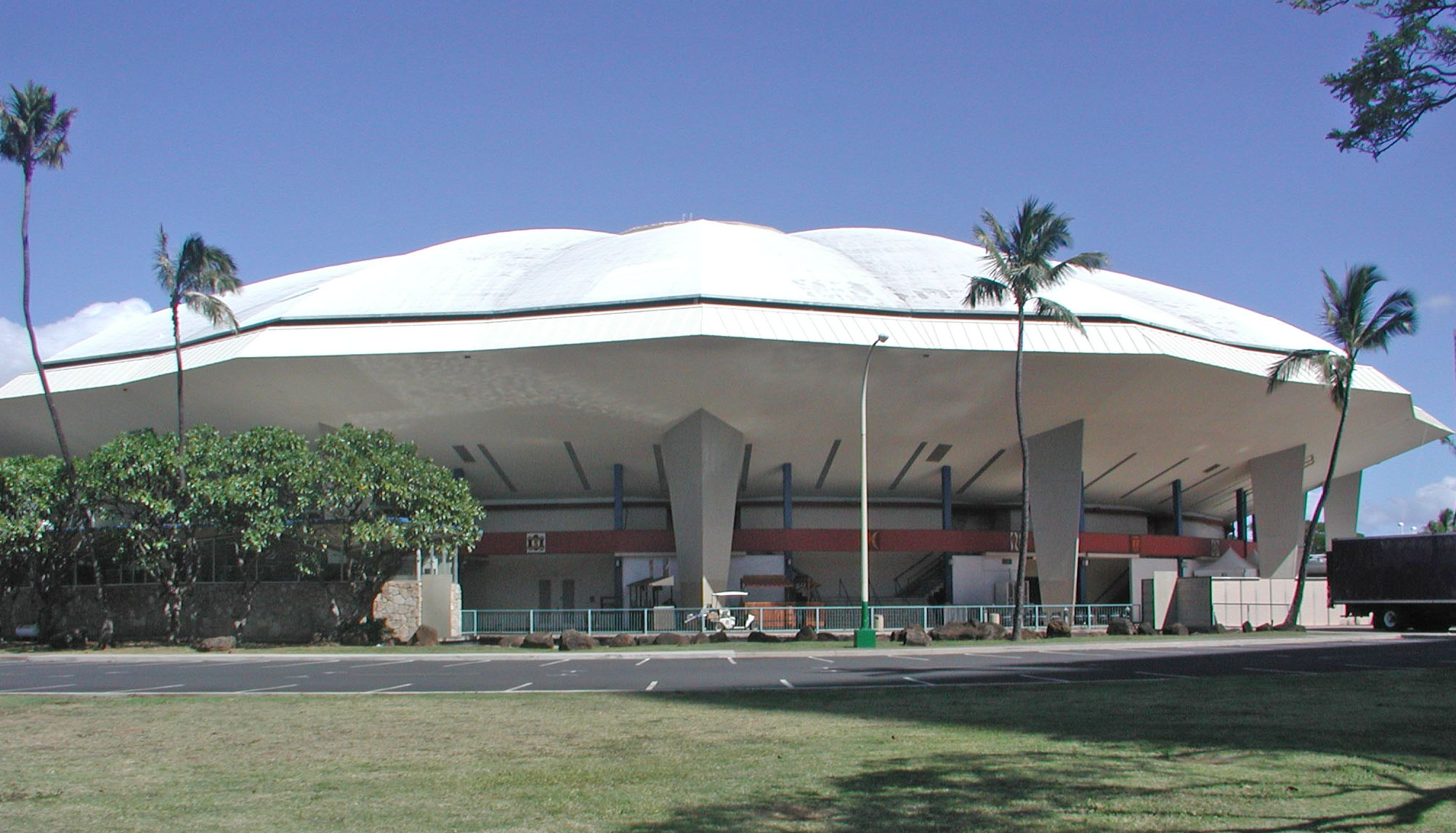
Blaisdell Arena

### Арена
Основной частью комплекса является Neal S. Blaisdell Arena — сооружение используемое для проведения концертных и крупных спортивных мероприятий. Вместимость арены составляет 7700 мест для спортивных мероприятий и до 8800 мест — для концертных (с сидячими местами установленными на полу арены).
14 января 1973 года на этой арене состоялся знаменитый телеконцерт американского певца Элвиса Пресли под названием «Aloha from Hawaii» с аудиторией более 100 миллионов зрителей. В 2007 году, в память об этом событии, перед входом на арену была установлена бронзовая статуя музыканта, средства для которой были предоставлены американским кабельным каналом TV Land.
Также на этой арене проводились бои под эгидой Всемирной федерации реслинга WWE, ледовые шоу Disney on Ice, выступления в рамках телепередач American Idol Live! и Sesame Street Live, матчи американских студенческих лиг по баскетболу в волейболу, международные спортивные мероприятия, а также концерт по сбору средств для жертв урагана Иники при участии Crosby, Stills, Nash, Джексона Брауна и Бонни Рэйтт.
Среди других известных артистов, выступавших на этой арене в разные годы, фигурируют, выступавших на арене, были Led Zeppelin, The Rolling Stones, Мэрайя Кэри, Metallica, Aerosmith, Van Halen, Bon Jovi, Элтон Джон, Journey, Santana, Run-DMC, Кулио, Бруно Марс и Джанет Джексон.
В 1994 году на арене произошёл трагический инцидент, получивший широкую известность. Во время циркового представления африканский слон по кличке Тайк убил дрессировщика и выбежал за пределы здания. В течение 30 минут животное крушило окрестности арены, прежде чем было остановлено полицией — выпустившей по нему 87 выстрелов, после чего слон скончался от полученных ранений.

### Спортивные мероприятия
Арена принимает выставочные игры баскетбольной команды Los Angeles Lakers, а также используется для проведения баскетбольных и волейбольные игр Гавайского тихоокеанского университета, крупнейшего частного университета штата. Помимо этого, до 1994 года она служила домашней площадкой для баскетбольной команды Гавайского университета в Маноа, а также для нескольких гавайских профессиональных спортивных команд (которые просуществовали недолго), включая Hawaii Volcanos (баскетбол), Hawaii Hurricanes (баскетбол), Hawaii Leis (теннис), а также три команды по американскому футболу: Honolulu Hurricanes, Hawaii Hammerheads и Hawaiian Islanders. Leis и Islanders продержались по три полных сезона — дольше всех профессиональных команд, базировавшихся на арене. В 1982 году была домашней площадкой Виргинского университета, когда за её баскетбольную команду играл Ральф Сэмпсон.
В ноябре 2006 года лига Профессиональных объездчиков быков провела Cheeseburger Island Style PBR Hawaii All-Star Challenge, специальное мероприятие проходившее между финалом Чемпионата мира 2006 года и началом сезона 2007 года.
Многие выпускные и вступительные церемонии местных школ проводятся на арене и концертном зале комплекса в конце мая и июне.
Арена также принимала флагманские шоу WWE, Raw и SmackDown LIVE в течение двух дней — с 25 по 26 июня 2018 года.

### Концертный зал

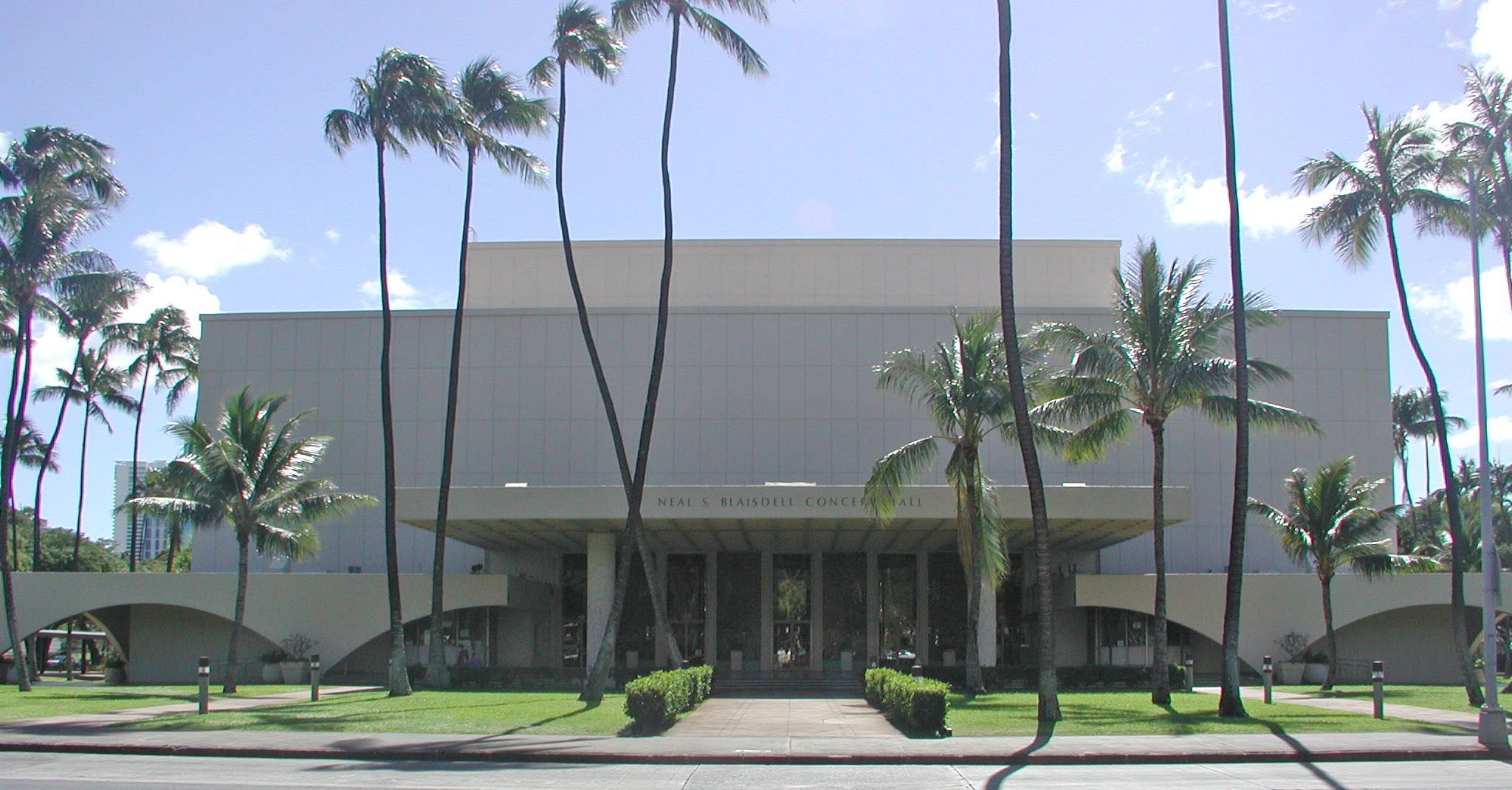
Концертный зал

В концертном зале Neal S. Blaisdell вместимостью 2158 мест базируется Симфонический оркестр Гонолулу и Гавайский оперный театр. В разное время на его сцене проводились различные бродвейские постановки, в том числе мюзиклы «Призрак Оперы», «Отверженные», «Богема», «Мисс Сайгон», «Чикаго», «Кошки», а также другие популярные американские театральные шоу. Осенью и в начале зимы 2007 года в концертном зале с большим успехом шёл бродвейский мюзикл «Король Лев», ангажемент на серию шоу вынудил симфонический оркестр покинуть концертный зал на это время, связи с чем музыканты столкнулись с денежными трудностями.

### Выставочный центр

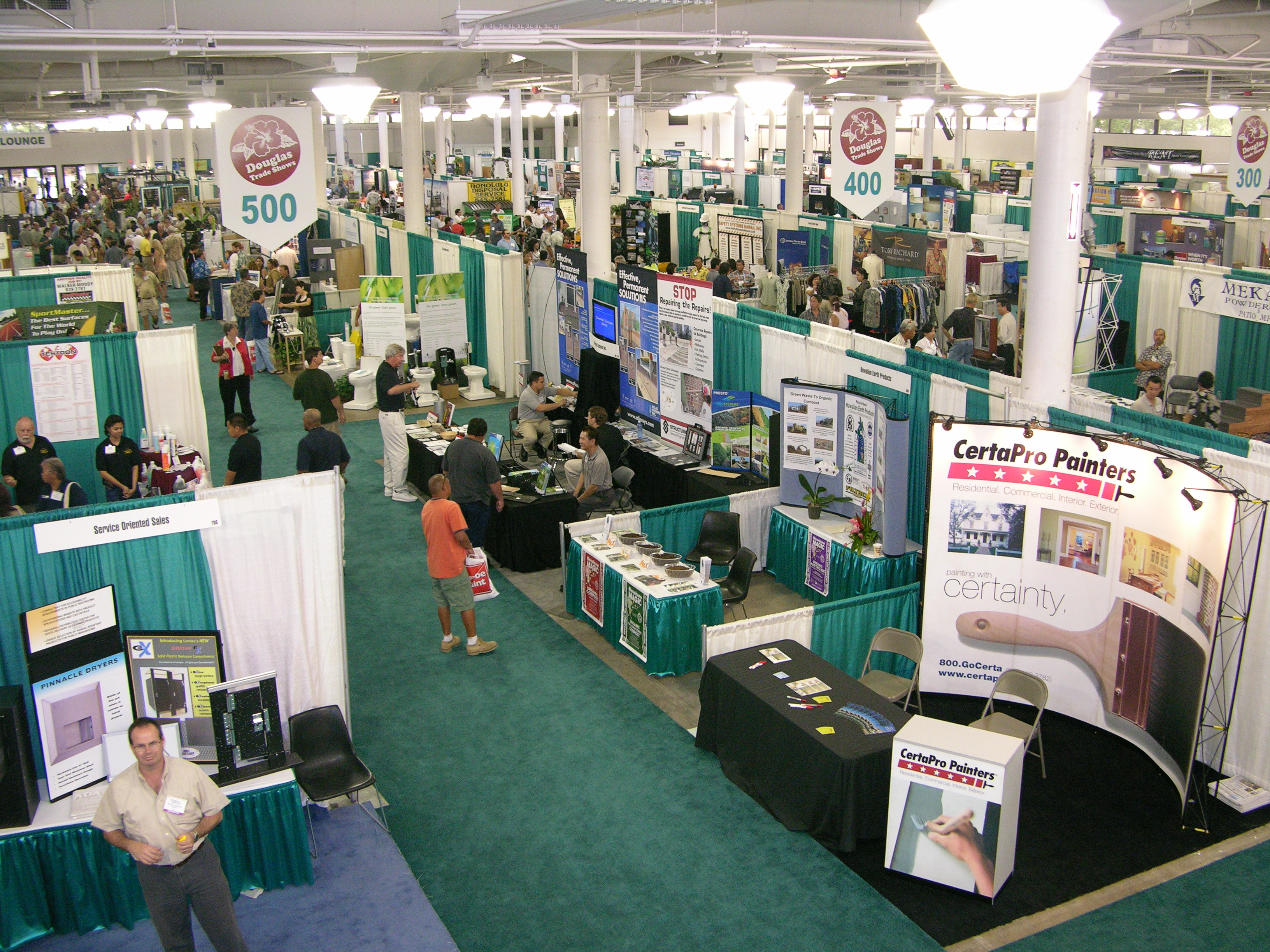
Помещение выставочного зала

Расположенный между концертным залом и ареной, выставочный центр представляет собой помещение размером 65 000 квадратных футов (6000 м2), площадь которого может быть расширена до 85 000 квадратных футов (7900 м2) за счёт прилегающего пространства. Кроме того, в его холле расположены пять конференц-залов. В выставочном центре проводятся различные торговые и потребительские выставки местных компаний, а также благотворительные мероприятия по сбору средств. Помимо этого он является одной из главных выставочных площадок Гонолулу в дополнение к Гавайскому конференц-центру.
В течение всего года в выставочном зале проводятся такие мероприятия, как ярмарки ремесел, оружейные выставки, семейные выставки, ярмарки вакансий, выставки продуктов питания и непродовольственных товаров, а также частные выставки.

### Другие мероприятия
На территории Neal S. Blaisdell Center проводилось множество религиозных церемоний. Самым масштабным из них было возведение на престол Джозефа Энтони Феррарио в качестве третьего епископа Гонолулу, а также рукоположение и назначение Кларенса Ричарда Сильвы в качестве пятого епископа Гонолулу, курирующего Римско-католическую епархию этого города. Помимо этого, с 1964 года на территории комплекса проводится ежегодный песенный конкурс школы Камехамеха.
23 декабря 1982 года произошло одно из самых неожиданных поражений в истории спортивной арены Neal S. Blaisdell Center, когда команда Виргинского университета Cavaliers, возглавляемая будущим членом Зала славы баскетбола Ральфом Сэмпсоном со счётом 77–72 проиграла малоизвестной команде школы Chaminade Silverswords из низкого дивизиона NAIA (в настоящее время NCAA Division II), с численностью всего 800 студентов.